# Lajos Sándor battenbergi herceg
Lajos Sándor battenbergi herceg, később Mountbatten Lajos Sándor milford haveni őrgróf (Graz, 1854. május 24. – London, 1921. szeptember 11.) a brit királyi családdal rokonságban álló német herceg. A Brit Királyi Haditengerészetnél töltött több mint negyvenéves szolgálata után 1912-ben a haditengerészet vezérkari főnökévé (first sea lord) nevezték ki. Az I. világháború kezdete után elkezdte felkészíteni a haditengerészetet a harcra, de német hercegi származása miatt lemondásra kényszerült a háború elején felcsapó németellenes hangulatban.
Viktória királynő és fia, az akkor még walesi herceg VII. Eduárd időnként közbenjárt a karrierje érdekében, ő azonban szívesen fogadta a harci feladatokat, amelyekben megszerezhette a harci tapasztalatokat és bizonyíthatta, hogy elkötelezett a haditengerészeti szolgálat mellett.
Felesége Viktória hessen–darmstadti hercegnő, Viktória brit királynő unokája.
Gyermekei:
- Aliz battenbergi hercegnő (1885. február 25. – 1969. december 5.) házassága révén görög és dán királyi hercegné. Fia Fülöp Edinburghi-herceg II. Erzsébet brit királynő férje.
- Lujza battenbergi hercegnő (1889. július 13. – 1965. március 7.) házassága révén svéd királyné. Férje VI. Gusztáv Adolf svéd király.
- György milford haveni őrgróf (1892. december 6. – London, 1938. április 8.)
- Lajos burmai Mountbatten gróf (1900. június 25. – 1979. augusztus 27.) India alkirálya és főkormányzója

## Fordítás
- Ez a szócikk részben vagy egészben a Prince Louis of Battenberg című angol Wikipédia-szócikk ezen változatának fordításán alapul.  Az eredeti cikk szerkesztőit annak laptörténete sorolja fel. Ez a jelzés csupán a megfogalmazás eredetét és a szerzői jogokat jelzi, nem szolgál a cikkben szereplő információk forrásmegjelöléseként.